# マルケス・デ・ポンバル広場

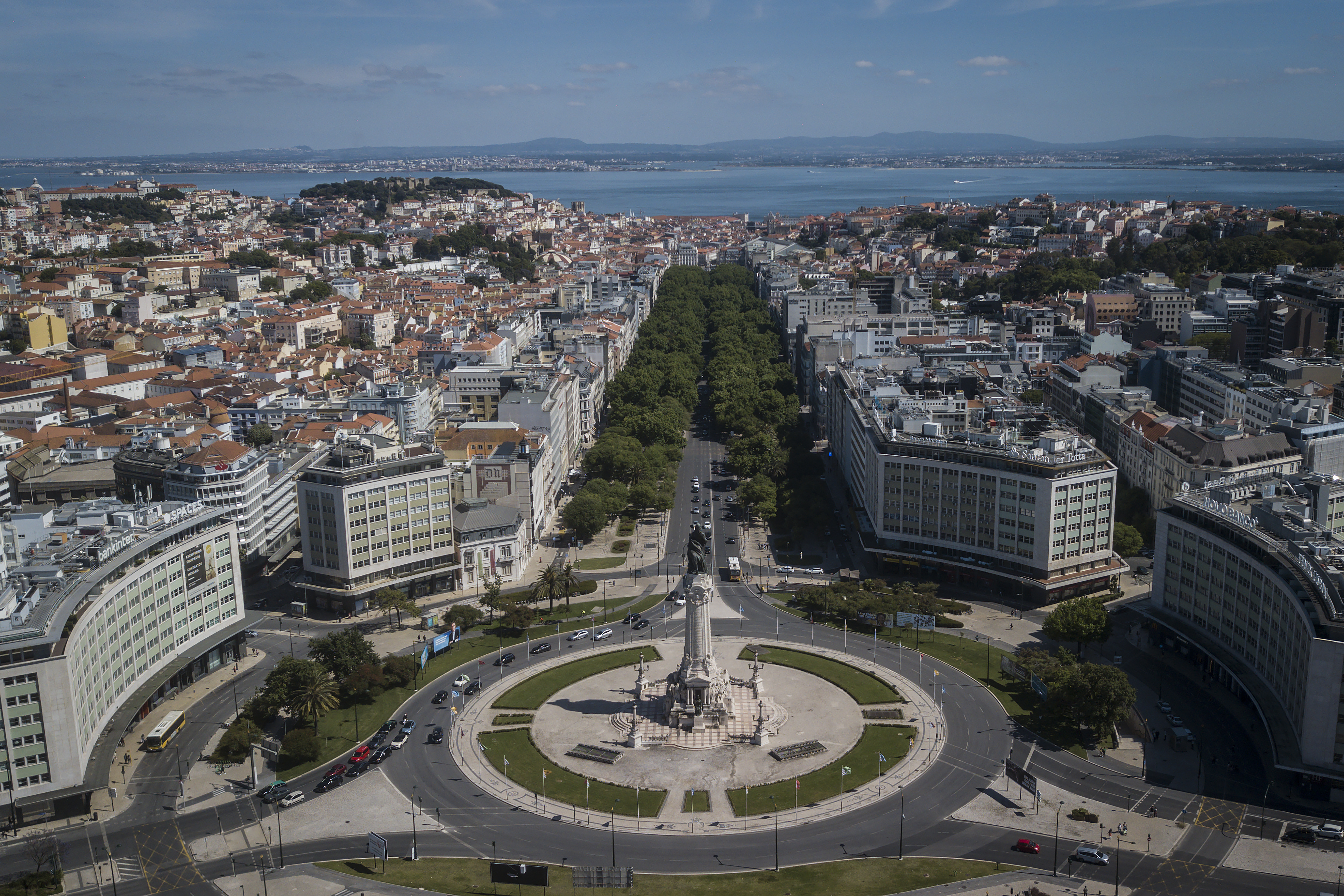
上空から見たポンバル侯爵広場

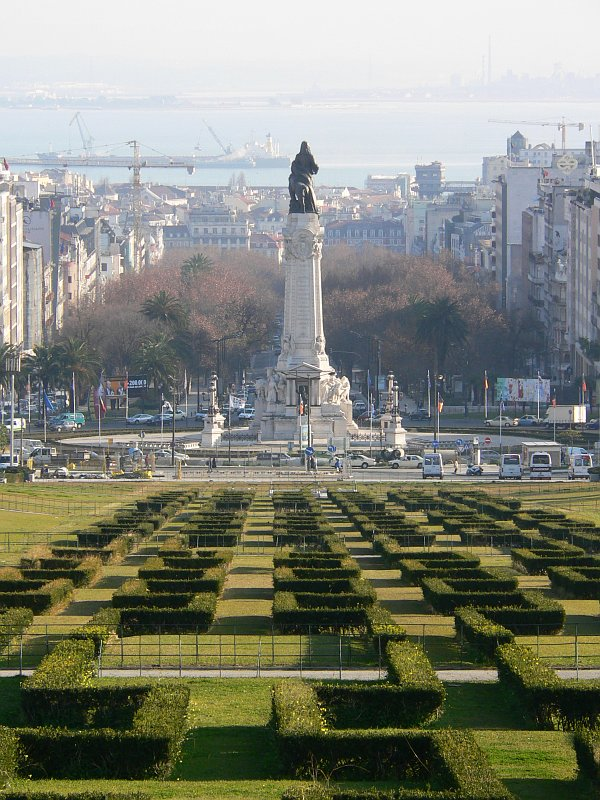
エドゥアルド7世公園から見たポンバル侯爵広場

マルケス・デ・ポンバル広場（ポルトガル語: Praça do Marquês de Pombal, 英語: Marquis of Pombal Square）は、ポルトガルの首都リスボンにあるラウンドアバウト、広場。1755年から1777年に宰相を務めた、ポルトガルを代表する政治家のポンバル侯爵セバスティアン・デ・カルヴァーリョにちなんで名付けられた広場。広場の中心には1917年から1934年にかけて建てられた、ポンバル侯爵と権力の象徴であるライオン像を頂いた円柱がある。日本語でポンバル侯爵広場と表記されることもある。
リスボン中心部のリベルダーデ大通り（Avenida da Liberdade）の北端およびエドゥアルド7世公園（Parque Eduardo VII）の南端に接している。

## 交通機関
- リスボン地下鉄 マルケス・デ・ポンバル駅（青線と黄色線の乗換駅）